# Pachycondyla cavimaculata
Pachycondyla cavimaculata is een mierensoort uit de onderfamilie van de Ponerinae. De wetenschappelijke naam van de soort is voor het eerst geldig gepubliceerd in 2009 door Wang & Zhao.